# Rudolf Ferdinand Kinský
Rudolf Ferdinand Kinský (11. prosince 1859 Heřmanův Městec – 13. března 1930 Lysá nad Labem) byl český šlechtic z rodu Kinských. Narodil se v Heřmanově Městci, který od roku 1828 vlastnila choceňská větev rodu Kinských.

## Původ
Narodil se jako druhorozený syn a čtvrtý potomek Ferdinanda Bonaventury, 7. knížete Kinského a jeho manželky Marie Josefy, rozené z Lichtenštejna. Starší bratr Karel Kinský (1858–1919) se stal 8. knížetem Kinským ze Vchynic a Tetova a Rudolf Ferdinand pak 9. knížetem Kinským z Vchynic a Tetova.

## Život
Vojenskou službu absolvoval u I. pluku Císařských dragounů. Až do začátku první světové války byl poručíkem v záloze. Poté, co do Lysé nad Labem přišla I. švardona Císařských dragounů, byl povýšen na nadporučíka.
Po svém otci zdědil panství Rosice, Choceň a Freistadt. V roce 1905 koupil za 4 miliony korun panství Lysá nad Labem od vdovy po baronu Leitenbergerovi. Zámek nechal opravit a vybavit jej starožitným nábytkem. Zahájil i opravy zámku Bon Repos, které však přerušila světová válka.
Po vyhlášení československé republiky přišel Rudolf Ferdinand Kinský nejen o šlechtický titul, ale z důvodu nucené pozemkové reformy i o část pozemků. Zámek tak ztratil ekonomickou soběstačnost. Ferdinand Kinský koupil i panství Benátky nad Jizerou. Většinu zámeckého vybavení však prodal v dražbě, vybrané sochy odvezl do Lysé nad Labem a některé do Nového Města nad Metují. V roce 1920 prodal Ferdinand Kinský zadlužený chátrající zámek i park v Benátkách nad Jizerou městu.
Po otci mezi jeho záliby patřila jízda na koni a chov lipicánských koní. Účastnil se řady dostihových závodů, většinou v Anglii. Na zámku v Lysé nad Labem choval 23 koní a v hřebčíně na Karlově až 65 koní. Byl také horlivým hasičem.

### Úmrtí a odkaz
Rudolf Ferdinand Kinský zemřel 13. března 1930 v Lysé nad Labem. Po jeho smrti se většina jeho rodiny odstěhovala do rakouského zámku Kremsegg v Kremsmünsteru, zakoupeném v roce 1929. Ze zámku v Lysé nad Labem byl převezen na 40 vagónech veškerý mobiliář a zámek byl následně v roce 1938 odprodán státu - Ministerstvu sociální péče. V Lysé nad Labem zůstala pouze dcera Gabriela provdaná za Ericha Thurn-Taxise, která se po prodeji zámku státu přestěhovala do zahradního domku, který jako jediný z panství nebyl prodán. Knížecí titul přešel skrze jeho mladšího bratra Ferdinanda Vincenca (1866–1916) na Oldřicha Ferdinanda, X. knížete Kinského z Vchynic a Tetova (1893–1938) a následně v roce 1938 na Františka Oldřicha, XI. knížete Kinského z Vchynic a Tetova (1936–2009) a jeho potomky.

## Rodina
V Chocni se 20. září 1881 oženil s Marií hraběnkou Wilczekovou (24. 12. 1858 Paříž – 27. 3. 1938 Kremsmünster), s níž měl 7 dcer:
- 1. Gabriela Josefa (28. 3. 1883 Vídeň – 28. 10. 1970 Kremsmünster)
  - ⚭ (21. 2. 1903 Vídeň) Erich z Thurnu a Taxisu (11. 1. 1876 Mcely – 20. 10. 1952 Kremsmünster)
- 2. Marie Anna (21. 5. 1885 Grafenwörth – 3. 7. 1952 Praha)
  - ⚭ (31. 8. 1903 Vídeň) hrabě Theobald (Děpold) Josef Czernin z Chudenic (3. 6. 1871 Dymokury – 24. 12. 1931 Praha), c. k. komoří
- 3. Emma (13. 3. 1888 Vídeň – 2. 12. 1957 Kremsmünster), svobodná a bezdětná
- 4. Alžběta (8. 12. 1889 Heřmanův Městec – 11. 1. 1892 Vídeň)
- 5. Vilemína (6. 7. 1891 Choceň – 17. 6. 1971)
  - ⚭ (2. 7. 1912 Lysá nad Labem) hrabě Karel Maria Josef Czernin z Chudenic (24. 12. 1886 Praha – 3. 9. 1978)
- 6. Rosa Marie Josefa (15. 6. 1896 Choceň – 19. 10. 1936 Kremsmünster), svobodná a bezdětná
- 7. Terezie Marie (13. 1. 1902 Vídeň – 11. 11. 1973 Linec), svobodná a bezdětná